# Martín López Heras
Martín López Heras, né le 11 mai 1918 à Badajoz, est un homme politique espagnol, membre du PSOE. 

## Biographie
Dans les années 1960, il travaille dans une entreprise agricole fabriquant des aliments composés. Entrepreneur au milieu des années 1970, il est élu maire de Mérida en avril 1979, grâce à une alliance entre les socialistes du PSOE et l'Organisation révolutionnaire des travailleurs (ORT). Premier maire démocratique de la ville, il gouverne avec l'appui du PSOE, de l'ORT et de l'UCD. Il lance un certain nombre de grands travaux, notamment le goudronnage d'une cinquantaine de rues et la mise en place d'un réseau d'eau courante dans une grande partie du centre-ville. 
Il démissionne à l'été 1981 pour raisons de santé et est remplacé par Antonio Vélez Sánchez. 
Martín López Heras meurt le 25 mars 2008.
Une rue de Mérida porte son nom aujourd'hui.